# Blagg (cràter)
Blagg és un petit cràter d'impacte de la Lluna, situat al Sinus Medii. A l'est-sud-est es troba el cràter Rhaeticus, de perfil irregular, i al nord-est es troba Triesnecker. El cràter Bruce, una mica més gran, es localitza a l'est.

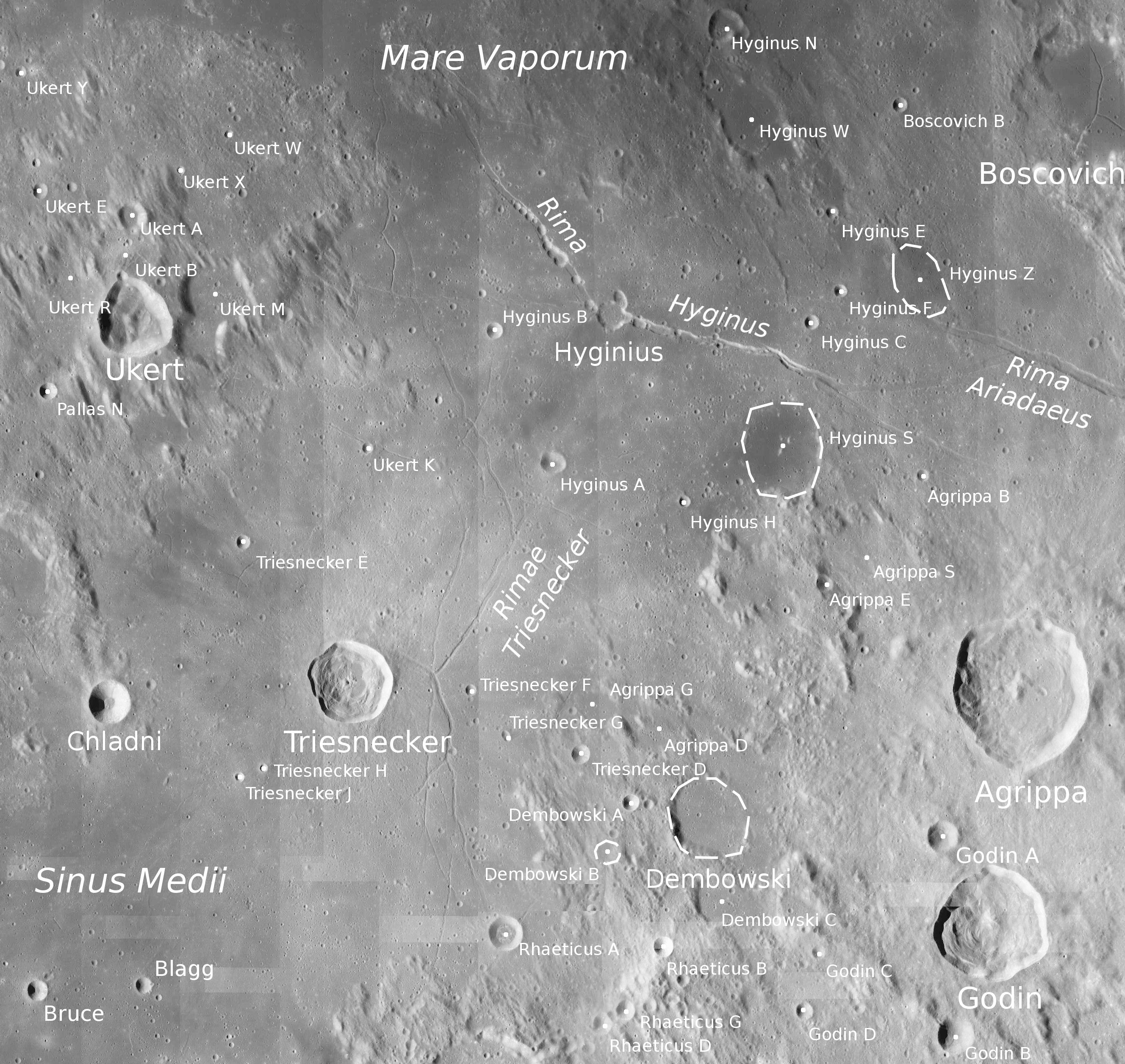
Localització de Blagg (quadrant inferior esquerre de la imatge)
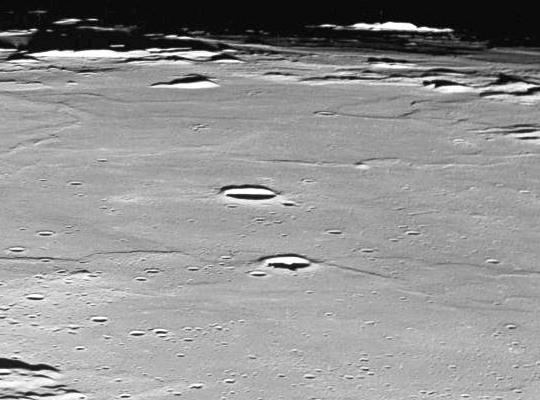
Vista obliqua des de l'oest (Fotografia de la missió Apollo 10)

És un cràter circular, sense erosió apreciable.